# Brazilië op de Olympische Zomerspelen 1972
Brazilië nam deel aan de Olympische Zomerspelen 1972 in München, West-Duitsland. Met twee keer brons werd de 41e plaats in het medailleklassement behaald.

## Medaillewinnaars
| Sport    | Olympiër         | Discipline             | Medailles |
| -------- | ---------------- | ---------------------- | --------- |
| Atletiek | Nelson Prudêncio | hink-stap-springen (m) | Brons     |
| Judo     | Chiaki Ishii     | -93kg (m)              | Brons     |

## Resultaten en deelnemers

### Atletiek
| Olympiër             | Discipline             | Resultaat | Prestatie                                                 |
| -------------------- | ---------------------- | --------- | --------------------------------------------------------- |
| Luís da Silva        | 100m (m)               | 42e       | serie 3: 5e in 10,61                                      |
| Luís da Silva        | 200m (m)               | 46e       | serie 5: 5e in 21,81                                      |
| Luiz Carlos de Souza | verspringen (m)        | DNS       | kwalificatie groep B: niet gestart                        |
| Nelson Prudêncio     | hink-stap-springen (m) | Brons     | kwalificatie groep B: 3e met 16,42m finale: 3e met 17,05m |

### Basketbal
| Olympiër | Discipline | Resultaat | Prestatie |
| --- | ---------- | --------- | --- |
| Jose Geraldo De Castro Jose Aparecidio Dos Santos Radvilas Kasimira Gouraska Francisco Sergio Garcia Helio Rubens Garcia Marcos Antonio Leite Abdala Carlos Domingos Massoni Luis Claudio Menon Jose Edvard Simoes Adilson de Freitas Nascimento Pereira Maciel Ubiratan Joseph Washington | mannen     | 7e        | groep A: 3e W van Japan: 110-55 W van Egypte: 110-84 W van Spanje: 72-69 V van Verenigde Staten: 54-61 W van Tsjecho-Slowakije: 83-82 V van Australië: 69-75 V van Cuba: 63-64 5-8e plek: V van Puerto Rico: 83-87 7-8e plek: W van Tsjecho-Slowakije: 87-69 |

| Voorronde Groep A |                   |             |             |             |        |        |        |        |
| #                 | Land              | Wedstrijden | Wedstrijden | Wedstrijden | Punten | Punten | Punten | Punten |
| #                 | Land              | G           | W           | V           | V      | T      | Saldo  | Punten |
| 1                 | Verenigde Staten  | 7           | 7           | 0           | 542    | 312    | +230   | 14     |
| 2                 | Cuba              | 7           | 6           | 1           | 560    | 445    | +115   | 13     |
| 3                 | Brazilië          | 7           | 4           | 3           | 561    | 490    | +71    | 11     |
| 4                 | Tsjecho-Slowakije | 7           | 4           | 3           | 493    | 489    | -+4    | 11     |
| 5                 | Spanje            | 7           | 3           | 4           | 486    | 500    | -14    | 10     |
| 6                 | Australië         | 7           | 3           | 4           | 523    | 524    | -1     | 10     |
| 7                 | Japan             | 7           | 1           | 6           | 442    | 643    | -201   | 8      |
| 8                 | Egypte            | 7           | 0           | 7           | 440    | 644    | -204   | 7      |

| Ronde       | Datum   | Plaats            | Land   | Score             | Land |
| ----------- | ------- | ----------------- | ------ | ----------------- | ---- |
| Groepsfase  |         |                   |        |                   |      |
| 27 augustus | München | Japan             | 55-110 | Brazilië          |      |
| 28 augustus | München | Brazilië          | 110-84 | Egypte            |      |
| 29 augustus | München | Brazilië          | 72-69  | Spanje            |      |
| 30 augustus | München | Brazilië          | 54-61  | Verenigde Staten  |      |
| 1 september | München | Tsjecho-Slowakije | 82-83  | Brazilië          |      |
| 2 september | München | Australië         | 75-69  | Brazilië          |      |
| 3 september | München | Cuba              | 64-63  | Brazilië          |      |
| 5-8e plek   |         |                   |        |                   |      |
| 7 september | München | Brazilië          | 83-87  | Puerto Rico       |      |
| 7-8e plek   |         |                   |        |                   |      |
| 8 september | München | Brazilië          | 87-69  | Tsjecho-Slowakije |      |

### Boksen
| Olympiër                  | Discipline | Resultaat | Prestatie                                                        |
| ------------------------- | ---------- | --------- | ---------------------------------------------------------------- |
| Deusdete Vasconselos      | -54kg (m)  | 17e       | 1e ronde: vrij 2e ronde: V van PRK Jong-Ik: 1-4                  |
| Valdemar Paulino Oliveira | -81kg (m)  | 9e        | 1e ronde: W van IND Singh: 5-0 2e ronde: V van NGR Okhouria: 0-5 |

### Gewichtheffen
| Olympiër        | Discipline  | Resultaat | Prestatie                                                                         |
| --------------- | ----------- | --------- | --------------------------------------------------------------------------------- |
| Luiz de Almeida | -82,5kg (m) | 15e       | drukken: 17e met 140kg trekken: 19e met 120kg stoten: 14e met 165kg totaal: 425kg |
| Thamer Chaim    | +110kg (m)  | 11e       | drukken: 12e met 175kg trekken: 11e met 135kg stoten: 11e met 180kg totaal: 490kg |

### Judo
| Olympiër        | Discipline      | Resultaat | Prestatie |
| --------------- | --------------- | --------- | --- |
| Lhofei Shiozawa | -80kg (m)       | 12e       | 1e ronde: vrij 2e ronde: W van SWE Tegelgård 3e ronde: V van FRA Coche                                                                            |
| Chiaki Ishii    | -93kg (m)       | Brons     | 1e ronde: W van SEN Dione 2e ronde: W van RCO Jen-Wuh 3e ronde: W van YUG Bajčetić kwartfinale: W van FRG Barth halve finale: V van GBR Starbrook |
| Chiaki Ishii    | open klasse (m) | 9e        | 1e ronde: vrij 2e ronde: V van URS Koeznezov herkansingen: W van AUS Johnson herkansingen 2: V van NED Ruska                                      |

### Paardensport
| Olympiër            | Discipline  | Resultaat | Prestatie                        |
| Dressuur            | Dressuur    | Dressuur  | Dressuur                         |
| ------------------- | ----------- | --------- | -------------------------------- |
| Sylvio de Rezende   | individueel | 25e       | Grand Prix: 25e met 1431 punten  |
| Springconcours      |             |           |                                  |
| Nelson Pessoa Filho | individueel | 39e       | 1e ronde: 39e met 21 strafpunten |
| Antônio Simões      | individueel | 31e       | 1e ronde: 31e met 16 strafpunten |

### Roeien
| Olympiër                      | Discipline      | Resultaat | Prestatie                                          |
| ----------------------------- | --------------- | --------- | -------------------------------------------------- |
| Raúl Bagattini Érico de Souza | twee-zonder (m) | 13e       | serie 3: 4e in 7.42,02 herkansingen: 3e in 7.42,63 |

### Schietsport
| Olympiër          | Discipline  | Resultaat | Prestatie                             |
| ----------------- | ----------- | --------- | ------------------------------------- |
| Bertino de Souza  | 50m pistool | 36e       | 539 punten: (86-93-89-90-92-89)       |
| Durval Guimarães  | 50m pistool | 46e       | 534 punten: (90-87-92-88-93-84)       |
| Túlio Miraglia    | trap        | 46e       | 171 punten: (21-21-22-22-22-23-21-19) |
| Marcos José Olsen | trap        | 8e        | 191 punten: (22-25-24-22-25-24-24-25) |

### Wielersport
| Olympiër            | Discipline       | Resultaat | Prestatie      |
| ------------------- | ---------------- | --------- | -------------- |
| Luiz Carlos Flores  | wegwedstrijd (m) | DNF       | niet gefinisht |
| Miguel Silva Júnior | wegwedstrijd (m) | DNF       | niet gefinisht |

### Voetbal
| Olympiër | Discipline | Resultaat | Prestatie                                                                |
| --- | ---------- | --------- | ------------------------------------------------------------------------ |
| Abel Braga Vitor de Paula Braga Roberto Vagner Chinoca Manoel da Silva Costa Washington Luiz de Paula Ângelo Paulino de Souza José Carlos dos Santos Nielsen Elias Falcão Celso Ferreira Rubens Màrcio Galaxe Carlos Alberto Gomes Jorge Osmar Guarnelli Bolívar Modualdo Guedes Dirceu José Guimaräes Carlos Roberto Oliveira Frederico Oliveira Pedro Antônio Simeão Antônio da Silva Teresa | mannen     | 13e       | groep C: 4e V van Denemarken: 2-3 G tegen Hongarije: 1-1 V van Iran: 0-1 |

| Groep C |            |             |             |             |             |            |            |            |        |
| #       | Land       | Wedstrijden | Wedstrijden | Wedstrijden | Wedstrijden | Doelpunten | Doelpunten | Doelpunten | Punten |
| #       | Land       | G           | W           | G           | V           | V          | T          | Saldo      | Punten |
| 1       | Hongarije  | 3           | 2           | 1           | 0           | 9          | 2          | +7         | 5      |
| 2       | Denemarken | 3           | 2           | 0           | 1           | 7          | 4          | +3         | 4      |
| 3       | Iran       | 3           | 1           | 0           | 2           | 1          | 9          | -8         | 2      |
| 4       | Brazilië   | 3           | 0           | 1           | 2           | 4          | 6          | –2         | 1      |

| Ronde       | Datum      | Plaats     | Land | Score    | Land |
| ----------- | ---------- | ---------- | ---- | -------- | ---- |
| Groepsfase  |            |            |      |          |      |
| 27 augustus | Passau     | Denemarken | 3-2  | Brazilië |      |
| 29 augustus | München    | Hongarije  | 1-1  | Brazilië |      |
| 31 augustus | Regensburg | Iran       | 1-0  | Brazilië |      |

### Volleybal
| Olympiër | Discipline | Resultaat | Prestatie |
| --- | ---------- | --------- | --- |
| Alexandre Abeid Celso Alexandre Kalache Antônio Carlos Moreno Décio Cattaruzzi Delano Couto Bebeto de Freitas Luiz Eymard Coelho João Lens Aderval Luis Arvani José Marcelino Mário Marcos Procópio Russo Sevciuc | mannen     | 8e        | groep B: 4e W van Bondsrepubliek Duitsland: 3-2 (15-7, 15-8, 17-19, 6-15, 15-9) V van DDR: 1-3 (5-15, 15-7, 14-16, 10-15) W van Roemenië: 3-2 (18-16, 11-15, 15-7, 11-15, 15-12) V van Japan: 0-3 (7-15, 13-15, 11-15) V van Cuba: 14-16, 15-6, 7-15, 15-7, 9-15) 5-8e plek: V van Tsjecho-Slowakije: 0-3 (8-15, 6-15, 1-15) 7-8e plek: V van Zuid-Korea: 0-3 (16-18, 7-15, 5-15) |

| Groep B |                          |             |             |             |             |             |             |        |        |        |        |
| #       | Land                     | Wedstrijden | Wedstrijden | Wedstrijden | Wedstrijden | Wedstrijden | Wedstrijden | Punten | Punten | Punten | Punten |
| #       | Land                     | G           | W           | V           | SW          | SV          | SR          | SPW    | SPL    | Saldo  | Punten |
| 1       | Japan                    | 5           | 5           | 0           | 15          | 0           | +15         | 225    | 95     | +130   | 17     |
| 2       | DDR                      | 5           | 4           | 1           | 12          | 4           | +8          | 200    | 162    | +38    | 16     |
| 3       | Roemenië                 | 5           | 2           | 2           | 8           | 9           | -1          | 201    | 213    | -12    | 16     |
| 4       | Brazilië                 | 5           | 2           | 3           | 9           | 13          | -4          | 273    | 280    | -7     | 15     |
| 5       | Cuba                     | 5           | 2           | 3           | 6           | 13          | -7          | 212    | 254    | -42    | 15     |
| 6       | Bondsrepubliek Duitsland | 5           | 0           | 5           | 4           | 15          | -11         | 163    | 270    | -107   | 13     |

| Ronde       | Datum   | Plaats            | Land | Score                    | Land |
| ----------- | ------- | ----------------- | ---- | ------------------------ | ---- |
| Groepsfase  |         |                   |      |                          |      |
| 28 augustus | München | Brazilië          | 3-2  | Bondsrepubliek Duitsland |      |
| 30 augustus | München | DDR               | 3-1  | Brazilië                 |      |
| 1 september | München | Brazilië          | 3-2  | Roemenië                 |      |
| 3 september | München | Japan             | 3-0  | Brazilië                 |      |
| 6 september | München | Cuba              | 3-2  | Brazilië                 |      |
| 5-8e plek   |         |                   |      |                          |      |
| 8 september | München | Tsjecho-Slowakije | 3-0  | Brazilië                 |      |
| 7-8e plek   |         |                   |      |                          |      |
| 9 september | München | Brazilië          | 0-3  | Zuid-Korea               |      |

### Zeilen
| Olympiër                                      | Discipline      | Resultaat | Prestatie                            |
| --------------------------------------------- | --------------- | --------- | ------------------------------------ |
| Claudio Biekarck                              | finn            | 9e        | 105,7 punten: (14-13-23-16-10-DNF-3) |
| Reinaldo Conrad Burkhard Cordes               | flying dutchman | 4e        | 62,4 punten: (12-3-19-9-9-2-3)       |
| Mario Buckup Peter Ficker                     | tempest         | 7e        | 62,4 punten: (19-3-7-7-16-5-5)       |
| Jörg Bruder Jan Willem Aten                   | star            | 4e        | 52,7 punten: (6-10-8-5-1-2-8)        |
| Patrick Mascarenhas Axel Schmidt Erik Schmidt | soling          | 6e        | 64,7 punten: (5-9-4-14-6-17)         |

### Zwemmen
| Olympiër                                                                   | Discipline            | Resultaat | Prestatie                                                                  |
| -------------------------------------------------------------------------- | --------------------- | --------- | -------------------------------------------------------------------------- |
| José Aranha                                                                | 100m vrije slag (m)   | 9e        | serie 3: 3e in 54,06 halve finale 1: 5e in 53,47                           |
| Ruy de Oliveira                                                            | 100m vrije slag (m)   | 17e       | serie 1: 1e in 54,26                                                       |
| Paulo Zanetti                                                              | 100m vrije slag (m)   | 29e       | serie 5: 4e in 54,97                                                       |
| Ruy de Oliveira                                                            | 200m vrije slag (m)   | 27e       | serie 6: 4e in 2.00,48                                                     |
| Alfredo Machado                                                            | 200m vrije slag (m)   | 22e       | serie 1: 5e in 2.00,14                                                     |
| Alfredo Machado                                                            | 400m vrije slag (m)   | 28e       | serie 4: 5e in 4.18,05                                                     |
| Alfredo Machado                                                            | 1500m vrije slag (m)  | 26e       | serie 4: 6e in 17.20,34                                                    |
| Rômulo Arantes Filho                                                       | 100m rugslag (m)      | 30e       | serie 1: 4e in 1.03,18                                                     |
| Rômulo Arantes Filho                                                       | 200m rugslag (m)      | 28e       | serie 3: 6e in 2.18,15                                                     |
| Rômulo Arantes Filho                                                       | 100m schoolslag (m)   | 6e        | serie 4: 2e in 1.06,23 halve finale 1: 2e in 1.05,99 finale: 6e in 1.06,24 |
| Rômulo Arantes Filho                                                       | 200m schoolslag (m)   | 19e       | serie 5: 3e in 2.30,21                                                     |
| Sérgio Waismann                                                            | 100m vlinderslag (m)  | 11e       | serie 2: 3e in 58,37 halve finale 1: 6e in 58,07                           |
| Antônio Azevedo                                                            | 200m wisselslag (m)   | 30e       | serie 3: 4e in 2.19,41                                                     |
| Antônio Azevedo                                                            | 400m wisselslag (m)   | 26e       | serie 2: 6e in 4.57,27                                                     |
| Paulo Becskehazy Ruy de Oliveira José Roberto Aranha Paulo Zanetti         | 4x100m vrije slag (m) | 4e        | serie 2: 4e in 3.35,84 finale: 4e in 3.33,14                               |
| Ruy de Oliveira Alfredo Carlos Machado José Roberto Aranha Paulo Zanetti   | 4x200m vrije slag (m) | 13e       | serie 1: 6e in 8.17,91                                                     |
| Rômulo Arantes Filho José Roberto Aranha José Sylvio Fiolo Sérgio Waismann | 4x100m wisselslag (m) | 5e        | serie 2: 2e in 3.58,56 finale: 5e in 3.57,89                               |
|                                                                            |                       |           |                                                                            |
| Lucy Burle                                                                 | 100m vrije slag (v)   | 37e       | serie 2: 6e in 1.03,12                                                     |
| Lucy Burle                                                                 | 200m vrije slag (v)   | 27e       | serie 4: 6e in 2.18,57                                                     |
| Cristina Teixeira                                                          | 100m schoolslag (v)   | 32e       | serie 3: 7e in 1.20,58                                                     |
| Cristina Teixeira                                                          | 200m schoolslag (v)   | DSQ       | serie 1: gediskwalificeerd                                                 |
| Maria Isabel Guerra                                                        | 200m vlinderslag (v)  | 21e       | serie 4: 7e in 2.32,60                                                     |
| Maria Isabel Guerra                                                        | 200m wisselslag (v)   | 31e       | serie 4: 6e in 2.32,95                                                     |
| Maria Isabel Guerra                                                        | 400m wisselslag (v)   | 26e       | serie 3: 4e in 5.24,43                                                     |

Afghanistan · Albanië · Algerije · Amerikaanse Maagdeneilanden · Argentinië · Australië · Bahama's · Barbados · België · Bermuda · Birma · Bolivia · Bondsrepubliek Duitsland · Brazilië · Brits-Honduras · Bulgarije · Canada · Ceylon · Chili · Colombia · Congo-Brazzaville · Costa Rica · Cuba · Dahomey · Denemarken · Dominicaanse Republiek · Duitse Democratische Republiek · Ecuador · Egypte · El Salvador · Ethiopië · Fiji · Filipijnen · Finland · Frankrijk · Gabon · Ghana · Griekenland · Groot-Brittannië · Guatemala · Guyana · Haïti · Hongarije · Hongkong · Ierland · IJsland · India · Indonesië · Iran · Israël · Italië · Ivoorkust · Jamaica · Japan · Joegoslavië · Kameroen · Kenia · Khmerrepubliek · Koeweit · Lesotho · Libanon · Liberia · Liechtenstein · Luxemburg · Madagaskar · Malawi · Maleisië · Mali · Malta · Marokko · Mexico · Monaco · Mongolië · Nederland · Nederlandse Antillen · Nepal · Nicaragua · Nieuw-Zeeland · Niger · Nigeria · Noord-Korea · Noorwegen · Oeganda · Oostenrijk · Opper-Volta · Pakistan · Panama · Paraguay · Peru · Polen · Portugal · Puerto Rico · Roemenië · San Marino · Saoedi-Arabië · Senegal · Singapore · Soedan · Somalië · Sovjet-Unie · Spanje · Suriname · Swaziland · Syrië · Taiwan · Tanzania · Thailand · Togo · Trinidad en Tobago · Tsjaad · Tsjecho-Slowakije · Tunesië · Turkije · Uruguay · Venezuela · Verenigde Staten · Vietnam · Zambia · Zuid-Korea · Zweden · Zwitserland